# Ojos Así
"Ojos Así" là đĩa đơn của ca sĩ người Colombia Shakira, trích từ album phòng thu thứ hai của cô, Dónde Están los Ladrones?. Bài hát còn có một phiên bản tiếng Anh tên là "Eyes Like Yours" từ album thứ ba của cô, Laundry Service.